# Sevilla FC
Sevilla Fútbol Club egy spanyol labdarúgócsapat, mely a spanyol első osztályban játszik. A klubot 1905. október 14-én alapították az első labdarúgó klubként Sevillában, és másodikként Andalúziában. A csapat kétszer nyerte meg az UEFA-kupát, ötször az Európa-ligát, egy alkalommal a spanyol bajnokságot, illetve öt alkalommal a Király-kupát.

## Klubsikerek

### Nemzeti szinten
A spanyol nemzeti bajnokság beindítása előtt 17-szer volt Andalúzia bajnoka és kétszer nyerte el a Sevilla bajnoka címet (Champions of Sevilla).
- Spanyol bajnok (1): 1946
- Király-kupa-győztes (5): 1935, 1939, 1948, 2007, 2010
- Spanyol szuperkupa-győztes (1): 2007

### Nemzetközi szinten
- UEFA-kupa (2): 2006, 2007
- Európa-liga (5): 2014, 2015, 2016, 2020, 2023
- UEFA-szuperkupa (1): 2006

## Játékoskeret
Utolsó módosítás: 2023. április 28.
A vastaggal jelzett játékosok felnőtt válogatottsággal rendelkeznek.
A dőlttel jelzett játékosok kölcsönben szerepelnek a klubnál.
| Mezszám                | Név               | Nemzetiség                 | Születési hely             | Születési idő (kor)           | Korábbi csapat          | Érték (€)  | Szerződés lejárta |
| Kapusok                | Kapusok           | Kapusok                    | Kapusok                    | Kapusok                       | Kapusok                 | Kapusok    | Kapusok           |
| ---------------------- | ----------------- | -------------------------- | -------------------------- | ----------------------------- | ----------------------- | ---------- | ----------------- |
| 1                      | Marko Dmitrović   | SRB                        | Szabadka                   | 1992. január 24. (33 éves)    | SD Eibar                | 4 000 000  | 2025.06.30.       |
| 13                     | Bono              | MOR · CAN                  | Montréal                   | 1991. április 5. (33 éves)    | Girona FC               | 12 000 000 | 2025.06.30.       |
| Védők                  |                   |                            |                            |                               |                         |            |                   |
| 2                      | Gonzalo Montiel   | ARG · SPA                  | González Catán             | 1997. január 1. (28 éves)     | CA River Plate          | 12 000 000 | 2026.06.30.       |
| 3                      | Alex Telles       | BRA · ITA                  | Caxias do Sul              | 1992. december 15. (32 éves)  | Manchester United FC    | 12 000 000 | 2023.06.30.       |
| 4                      | Karim Rekik       | holland · TUN              | Hága                       | 1994. december 2. (30 éves)   | Hertha BSC              | 4 000 000  | 2025.06.30.       |
| 14                     | Tanguy Nianzou    | francia · Elefántcsontpart | Párizs                     | 2002. június 7. (22 éves)     | FC Bayern München       | 9 000 000  | 2027.06.30.       |
| 16                     | Jesús Navas       | SPA                        | Los Palacios y Villafranca | 1985. november 21. (39 éves)  | Manchester City FC      | 3 000 000  | 2024.06.30.       |
| 19                     | Marcos Acuña      | ARG                        | Zapala                     | 1991. október 28. (33 éves)   | Sporting CP             | 12 000 000 | 2025.06.30.       |
| 22                     | Loïc Badé         | francia · Elefántcsontpart | Sèvres                     | 2000. április 11. (24 éves)   | Stade Rennais FC        | 10 000 000 | 2023.06.30.       |
| 23                     | Marcão            | BRA                        | Londrina                   | 1996. június 5. (28 éves)     | Galatasaray SK          | 10 000 000 | 2027.06.30.       |
| Középpályások          |                   |                            |                            |                               |                         |            |                   |
| 6                      | Nemanja Gudelj    | SRB · holland              | Belgrád                    | 1991. november 16. (33 éves)  | Kuangcsou Evergrande    | 4 000 000  | 2023.06.30.       |
| 8                      | Joan Jordán       | SPA                        | Regencós                   | 1994. július 6. (30 éves)     | SD Eibar                | 12 000 000 | 2027.06.30.       |
| 10                     | Ivan Rakitić      | CRO · SWI                  | Möhlin                     | 1988. március 10. (37 éves)   | FC Barcelona            | 4 000 000  | 2024.06.30.       |
| 18                     | Pape Gueye        | Szenegál · francia         | Montreuil                  | 1999. január 24. (26 éves)    | Olympique de Marseille  | 10 000 000 | 2023.06.30.       |
| 20                     | Fernando          | BRA · POR                  | Brazíliaváros              | 1987. július 25. (37 éves)    | Galatasaray SK          | 3 000 000  | 2024.06.30.       |
| 21                     | Óliver Torres     | SPA                        | Navalmoral de la Mata      | 1994. november 10. (30 éves)  | FC Porto                | 9 000 000  | 2024.06.30.       |
| Támadók                |                   |                            |                            |                               |                         |            |                   |
| 5                      | Lucas Ocampos     | ARG · SPA                  | Quilmes                    | 1994. július 11. (30 éves)    | Olympique de Marseille  | 12 000 000 | 2024.06.30.       |
| 7                      | Suso              | SPA                        | Cádiz                      | 1993. november 19. (31 éves)  | AC Milan                | 7 000 000  | 2025.06.30.       |
| 9                      | Tecatito          | MEX · POR                  | Hermosillo                 | 1993. január 6. (32 éves)     | FC Porto                | 10 000 000 | 2025.06.30.       |
| 12                     | Rafa Mir          | SPA                        | Cartagena                  | 1997. június 18. (27 éves)    | Wolverhampton Wanderers | 10 000 000 | 2027.06.30.       |
| 15                     | Júszef el-Neszjrí | MOR                        | Fez                        | 1997. június 1. (27 éves)     | CD Leganés              | 15 000 000 | 2025.06.30.       |
| 17                     | Erik Lamela       | ARG · SPA                  | Carapachay                 | 1992. március 4. (33 éves)    | Tottenham Hotspur FC    | 10 000 000 | 2024.06.30.       |
| 24                     | Papu Gómez        | ARG · ITA                  | Buenos Aires               | 1988. február 15. (37 éves)   | Atalanta BC             | 3 000 000  | 2024.06.30.       |
| 25                     | Bryan Gil         | SPA                        | Barbate                    | 2001. február 11. (24 éves)   | Tottenham Hotspur FC    | 12 000 000 | 2023.06.30.       |
| Kölcsönadott játékosok |                   |                            |                            |                               |                         |            |                   |
| Név                    | Poszt             | Nemzetiség                 | Születési hely             | Születési idő (kor)           | Kölcsönben itt          | Érték (€)  | Kölcsön lejárta   |
| Ludwig Augustinsson    | védő              | SWE                        | Stockholm                  | 1994. április 21. (30 éves)   | RCD Mallorca            | 3 000 000  | 2023.06.30.       |
| Federico Gattoni       | védő              | ARG · ITA                  | Buenos Aires               | 1999. február 16. (26 éves)   | San Lorenzo de Almagro  | 4 500 000  | 2023.06.30.       |
| José Ángel Carmona     | védő              | SPA                        | El Viso del Alcor          | 2002. január 29. (23 éves)    | Elche CF                | 4 000 000  | 2023.06.30.       |
| Kike Salas             | védő              | SPA                        | Sevilla                    | 2002. április 23. (22 éves)   | CD Tenerife             | 1 500 000  | 2023.06.30.       |
| Óscar Rodríguez        | középpályás       | SPA                        | Talavera de la Reina       | 1998. június 28. (26 éves)    | RC Celta de Vigo        | 10 000 000 | 2023.06.30.       |
| Thomas Delaney         | középpályás       | dán · USA                  | Frederiksberg              | 1991. szeptember 3. (33 éves) | TSG 1899 Hoffenheim     | 3 000 000  | 2023.06.30.       |
| Úszama Idríszi         | támadó            | MOR · holland              | Bergen op Zoom             | 1996. február 26. (29 éves)   | Feyenoord               | 4 000 000  | 2023.06.30.       |
| Iván Romero            | támadó            | SPA                        | La Solana                  | 2001. április 10. (23 éves)   | CD Tenerife             | 800 000    | 2023.06.30.       |
| Rony Lopes             | támadó            | POR · BRA                  | Belém                      | 1995. december 28. (29 éves)  | ES Troyes AC            | 4 000 000  | 2023.06.30.       |
| Adnan Januzaj          | támadó            | belga · Koszovó            | Brüsszel                   | 1995. február 5. (30 éves)    | İstanbul Başakşehir FK  | 7 000 000  | 2023.06.30.       |

## Jelentős játékosok
| - Matías Almeyda - Éver Banega - Daniel Bertoni - Joaquín Correa - Federico Fazio - Diego Maradona - Gabriel Mercado - Carlos Manuel Morete - Lucas Ocampos - Nicolás Pareja - Diego Perotti - Javier Saviola - Diego Simeone - Franco Vázquez - Toni Polster - Mirsad Hibić - Emir Spahić - Adriano - Dani Alves - Júlio Baptista - Bebeto - Diego Carlos - Luís Fabiano - Fernando - Josimar - Moacir - Pintinho - Renato - Stéphane Mbia - Geoffrey Kondogbia - Gary Medel - Iván Zamorano - Carlos Bacca - Luis Muriel | - Romaric - Didier Zokora - Joško Jeličić - Ivan Jurić - Robert Prosinečki - Davor Šuker - Tomáš Vaclík - Simon Kjaer - Michael Krohn-Dehli - Miklos Molnar - Christian Poulsen - Wissam Ben Yedder - Casagrande - Julien Escudé - Kevin Gameiro - Jules Koundé - Samir Nasri - Steven Nzonzi - Sébastien Squillaci - Biri Biri - Marko Marin - Piotr Trochowski - Vaszíliosz Cártasz - Níkosz Mahlász - Szalay Tibor - Ciro Immobile - Enzo Maresca - Frédéric Kanouté - Seydou Keita - Gerardo Torrado - Stevan Jovetić - Bono - Munir El Haddadi - Júszef el-Neszjrí | - Tárik Oulida - Khalid Boulahrouz - Luuk de Jong - Quincy Promes - Frode Olsen - Ignacio Achúcarro - Juan Agüero - Grzegorz Krychowiak - Bakero - Beto - Daniel Carriço - Rui Jordão - Emilio Peixe - André Silva - Ilie Dumitrescu - Rinat Daszajev - Alekszandr Kerzsakov - Ted McMinn - Ivica Dragutinović - Nemanja Gudelj - Zoran Njeguš - Dejan Petković - Juan Araujo - Juan Arza - Francisco Buyo - Guillermo Campanal - Marcelino Campanal - Diego Capel - Sergio Escudero - Vicente Iborra - Manuel Jiménez - Magdaleno - Carlos Marchena - José Mari | - Montero - Javi Navarro - Jesús Navas - Álvaro Negredo - Nolito - Antonio Notario - Andrés Palop - Rafael Paz - Pepillo - Jesus María Pereda - Antonio Puerta - Sergio Ramos - José Antonio Reyes - Sergio Rico - Pablo Sarabia - Jevhen Konopljanka - Pablo Bengoechea - Martín Cáceres - Javier Chevantón - Gabriel Correa - Germán Hornos - Federico Magallanes - Nicolas Olivera - Marcelo Otero - Inti Podestá - Gerardo Rabajda - Darío Silva - Tabaré Silva - Marcelo Zalayeta |